# آي إيه آي ويستويند
آي إيه آي ويستويند  (بالإنجليزية: IAI Westwind)‏ هي نفاثة أعمال، أنتجت في 1965 بإسرائيل. من صناعة شركة صناعات الفضاء الإسرائيلية. كان أول طيران لها في 27 يناير 1963. ومازالت في الخدمة حتى الآن. صنع منها 442 طائرة.

## طرازات أخرى
- غلف ستريم جي 100